# Gumă din semințe de caruba
Guma din semințe de caruba (LBG, gumă de caruba, gumă de roșcove, gumă din semințe de roșcove, carobin, E410) este o gumă vegetală⁠(d) cu galactomanani⁠(d) extrasă din semințele de roșcov (Ceratonia siliqua) și utilizată ca agent de îngroșare⁠(d) (agent de gelifiere) în tehnologia alimentară⁠(d).

## Producție
Guma de roșcove este extrasă din semințele de roșcov, care este originar din regiunea mediteraneană. În 2016, aproape 75% din producția globală provenea din Portugalia, Italia, Spania și Maroc. Semințele sunt conținute în păstăi lungi care cresc pe copac. Mai întâi, păstăile sunt dezghiocate pentru a separa semințele de pulpă. Apoi, se îndepărtează coaja semințelor printr-un tratament acid sau termic. Tratamentul cu acid dă o gumă de culoare mai deschisă decât tratamentul termic;:222 semințele decojite sunt apoi despicate și măcinate ușor. Acest lucru face ca germenul⁠(d) fragil să se spargă, fără a afecta endospermul mai robust. Cele două sunt separate prin cernere. Endospermul separat poate fi apoi măcinat cu ajutorul unui tambur pentru a produce pudra finală din gumă de roșcove. Alternativ, guma poate fi extrasă din semințe cu apă, precipitată cu alcool, filtrată, uscată și măcinată, rezultând o gumă de roșcove „clarificată” ca foarte pură.:223

## Chimie
Guma de roșcove apare ca o pudră cu o culoare cuprinsă între alb și alb gălbui. Ea constă în principal din polizaharide hidrocoloidale cu masă moleculară mare, compuse din unități de galactoză și manoză combinate prin legături glicozidice, care pot fi descrise chimic ca galactomanani. Este dispersabilă în apă fierbinte sau rece, formând un sol⁠(d) având un pH între 5,4 și 7,0, care poate fi transformat în gel prin adăugarea de cantități mici de borat de sodiu⁠(d). Guma de roșcove este compusă dintr-un lanț drept de unități de D-manopiranoză cu o unitate de ramificare laterală de D-galactopiranoză având în medie o ramură de unitate de D-galactopiranoză la fiecare a patra unitate de D-manopiranoză.

## Știința alimentelor
Sămânța, atunci când este transformată în pudră, este dulce — cu o aromă asemănătoare ciocolatei — și este folosită pentru a îndulci alimentele și ca înlocuitor de ciocolată, deși pudra de roșcove este produsă din păstaia de fruct după îndepărtarea semințelor, în timp ce guma este produsă din semințe. Ea este utilizată, de asemenea, în hrana pentru animalele de companie, în fabricarea hârtiei și pentru îngroșarea produselor textile. Este folosită în cosmetică și pentru a spori aroma țigărilor. Lacul de pantofi și insecticidele conțin, de asemenea, pudră din gumă de roșcove ca aditiv. Este solubilă în apă fierbinte.